# Ampullamonas rotante
Ampullamonas rotante, secondo una classificazione filogenetica (Skvortzov, 1969) è una specie del supergruppo Excavata appartenente alla famiglia Astasiaceae.

## Caratteristiche
Ampullamonas rotante vive esclusivamente in acqua dolce, ed è stata ritrovata in uno stagno a Charbin, in Manciuria, da Skvortzov nel 1958.
È un organismo probabilmente fagotrofico, ma vive allo stato libero.

## Classificazioni alternative
La classificazione di questa specie è tuttora oggetto di controversie: il riconoscimento della specie stessa è tuttavia oggetto di investigazione.
Una classificazione ormai obsoleta inserisce questo genere nella famiglia delle Astasiidae, sottordine Rhabdomonadina, ordine Natomonadida, sottoclasse Anisonemia, classe Peranemea, superclasse Spirocuta, infraphylum Dipilida, subphylum Euglenoida, phylum Euglenozoa, sottoregno Eozoa, Regno Protozoa, finché non si è scoperto che tali gruppi sono parafiletici.